# Липцын, Олег Феликсович
Олег Феликсович Липцын (род. 1960, Киев) — американский и украинский театральный режиссёр, актёр, исследователь театра и педагог; один из основателей Московского театра Школа Драматического Искусства под руководством А. А. Васильева, художественный директор творческого объединения Международный Театральный Ансамбль (ITE), руководитель Семинара Игрового Театра (СИТ), лауреат ряда театральных премий, кандидат искусствоведения.

## Биография
Окончил Киевский национальный университет строительства и архитектуры, режиссёрский факультет ГИТИСа в Москве (курс М. М. Буткевича и А. А. Васильева), режиссёрскую ассистентуру при Министерстве культуры РФ.
В 1988 году создал авангардный киевский театр «Театральный клуб» и руководил им до 1995 года.
С 1994 года живёт в США, занимается постановочной и педагогической деятельностью в США, Украине, Австрии, Франции, России, на Тайване. Преподаёт на кафедре актёрского мастерства в Москве, является художественным руководителем Киевского магистерского курса режиссуры драмы, профессором драматического искусства Франции, ведущим преподавателем Высшей школы кино и телевидения Германии.
Является одним из создателей Международной сети независимых театров и артистов ITE. В 2013 году организовал Фестиваль актуального украинского театра, который проходил в Киеве.

## Творчество
Поставил более 50 спектаклей на сценах Киева, Москвы, Сан-Франциско, Парижа; идут его постановки в Канаде, Германии, Австрии, Испании, Индии.
режиссёр
- «Антигона» Софокла[4]
- «Я» Хвылевого/Кокто[4]
- «Дюшес» Джойса[1]
- «Старуха» Гоголя/Хармса (Киев, 1995)[1]
- «Женитьба» Гоголя (Сан-Франциско)[1]
- «Вишневый сад» Чехова (Сан-Франциско)[2]
- «Кто боится Вирджинии Вулф» Олби
- «Игроки» Гоголя (Киев, 2007)[4]
- «Крик» Уильямса
- «Нос» Гоголя[1]
- «Три сестры» Чехова
- «Шинель» Гоголя
- «Записки из подполья» Достоевского[1]
- «Эндгейм» Беккета
- «Коллекционер» Фаулза
- «Красивая птица» по пьесе А.Чехова «Чайка»
- «Демиург» по новеллам Бруно Шульца
- «Медея» Еврипида

актёр
- Сын в «Шести персонажах» Пиранделло
- Ставрогин в «Бесах» Достоевского
- Барон («На дне» Горького), Сан-Франциско[2]
- Энкиду в «Гильгамеше»
- Клов в «Эндшпиле» Беккета
- Брехт в к/ф «Свидетель #11».

## Научная деятельность
В 2010 году защитил кандидатскую диссертацию.
В соавторстве с А.Живовой подготовил и выпустил [royallib.com/book/butkevich_mihail/k_igrovomu_teatru_liricheskiy_traktat.html двухтомник] творческого наследия выдающегося педагога и теоретика театра М.Буткевича, опубликовал ряд статей по игровой методике.

### Избранные труды
- Липцын О. Ф. Игровой театр как методика воспитания современного актёра и режиссёра: Автореф. дис. … канд. искусствоведения. — М., 2010. — 24 с.

## Награды и признание
- «Киевская пектораль» (1993)[4] в номинациях «Лучший спектакль драматического театра» и «Лучшая режиссёрская работа» — за спектакль «Дюшес» Дж. Джойса (Театр-студия «Театральный клуб»)
- «Эксперимент» (премия Союза театральных деятелей, Киев, 1996)[5]